# Unione Montana del Monte Regale
L'Unione Montana del Monte Regale era un Ente Locale della Regione Piemonte costituito ai sensi dell’articolo 32 del Decreto Legislativo 18 agosto 2000, n. 267 e delle Leggi Regionali del Piemonte 28 settembre 2012, n. 11 e 14 marzo 2014, n.3.L'unione è stata disciolta nel 2023

## I comuni
Il territorio dell’Unione Montana è costituito dall’insieme dei territori dei Comuni di Briaglia, Monasterolo Casotto, Niella Tanaro, San Michele Mondovì e Vicoforte. La sua sede è a Vicoforte.

## Finalità
Tra gli obiettivi prioritari dell'Unione montana, si annoverano:
- il miglioramento della qualità dei servizi erogati nei comuni aderenti;[4]
- la promozione dello sviluppo socioeconomico dei comuni aderenti all'Unione montana;[4]
- la promozione dell'assetto territoriale nel rispetto e nella salvaguardia dell'ambiente e della salute dei cittadini;[4]
- la valorizzazione del patrimonio storico, artistico e delle tradizioni culturali;[4]
- il miglioramento della qualità della vita della popolazione.[4]

## Funzioni
Tra le principali funzioni che l'Unione Montana esercita, ricordiamo:
- le funzioni di tutela, promozione e sviluppo della montagna sulla base di quanto disposto dall'art. 44, comma 2, della Costituzione;[4]
- le funzioni amministrative nelle matrie di cui all'art. 117 della Costituzione conferite dalla Regione ai comuni che, in questo caso, esono esercitate in forma associata;[4]
- le funzioni conferite dalla Regione alle Comunità Montane (es. bonifica montana, economia forestale, informatizzazione, opere di manutenzione ambientale ecc.);[4]
- catasto, a eccezione delle funzioni mantenute dallo Stato.[4]

## Organi dell'Unione montana
Nell'ambito dell'ordinamento strutturale, sono organi dell'Unione montana:
- il Consiglio: composto da quindici membri, garantisce la presenza di tre rappresentanti di ogni Comune associato;[4]
- la Giunta: composto dal Presidente, scelto tra i Sindaci dei comuni e da un rappresentante per ciascuno degli altri comuni da scegliersi tra Sindaci e Assessori;[4]
- il Presidente: eletto dal Consiglio, contestualmente alla Giunta, a maggioranza assoluta dei voti dei Consiglieri assegnati.[4]

Tali organi, costituiti senza nuovi o maggiori oneri per la finanza pubblica, sono composti esclusivamente da amministratori in carica nei Comuni aderenti.